# Mutěnín
Mutěnín är en ort i Tjeckien.   Den ligger i regionen Plzeň, i den västra delen av landet, 130 km sydväst om huvudstaden Prag. Mutěnín ligger 487 meter över havet och antalet invånare är 252.
Terrängen runt Mutěnín är platt åt nordost, men åt sydväst är den kuperad.Runt Mutěnín är det ganska tätbefolkat, med 65 invånare per kvadratkilometer. Närmaste större samhälle är Domažlice, 17,7 km sydost om Mutěnín. I omgivningarna runt Mutěnín växer i huvudsak blandskog.